# Melo Viana (Esmeraldas)
Melo Viana é um distrito do município brasileiro de Esmeraldas, no estado de Minas Gerais. Segundo o censo demográfico de 2022, realizado pelo Instituto Brasileiro de Geografia e Estatística (IBGE), sua população era de 15 693 habitantes e havia 5 598 domicílios particulares permanentes ocupados. Possui área de 64,61 km² conforme a Fundação João Pinheiro (FJP). Foi criado pela lei estadual nº 843 de 7 de setembro de 1923.
De acordo com o IBGE, em 2010 a população era de 12 655 habitantes e havia 5 651 domicílios particulares.